# Tour du Jura 2023
La 20e édition du Tour du Jura, une course cycliste masculine sur route, a lieu en France dans le département du Jura le 15 avril 2023. Elle fait partie du calendrier UCI Europe Tour 2023 (troisième niveau mondial) en catégorie 1.1.

## Présentation

### Parcours
Au départ de Poligny, le tracé long de 165,85 km épouse un relief vallonné se terminant au sommet du Mont Poupet, à l'altitude de 835 m.

### Équipes participantes
| Unknown team category |
|                       |

## Classements

### Classement final
|    | Coureur          | Équipe                   | Temps    |
| -- | ---------------- | ------------------------ | -------- |
| 1  | Kévin Vauquelin  | Arkéa                    | 4h22'16" |
| 2  | Thibaut Pinot    | Groupama                 | à 17"    |
| 3  | Guillaume Martin | Cofidis                  | m.t.     |
| 4  | Nans Peters      | AG2R                     | à 23"    |
| 5  | Ben O'Connor     | AG2R                     | à 27"    |
| 6  | Clément Berthet  | AG2R                     | à 37"    |
| 7  | Victor Lafay     | Cofidis                  | à 45"    |
| 8  | Igor Arrieta     | Kern Pharma              | à 56"    |
| 9  | Miguel Heidemann | Leopard Togt Pro Cycling | à 1'14"  |
| 10 | José Manuel Díaz | Burgos-BH                | m.t.     |

## Liste des participants
| Légende | Légende                                                                    | Légende | Légende                                                    |
| ------- | -------------------------------------------------------------------------- | ------- | ---------------------------------------------------------- |
| Num     | Dossard de départ porté par le coureur sur la Drôme Classic                | Pos     | Position à l'arrivée de la course                          |
|         | Indique un maillot de champion national ou mondial, suivi de sa spécialité | NP      | Indique un coureur qui n'a pas pris le départ de la course |
| AB      | Indique un coureur qui n'a pas terminé la course                           | HD      | Indique un coureur qui a terminé la course hors des délais |
| DSQ     | Indique un coureur qui a été disqualifié de la course                      |         |                                                            |

### Classements UCI
La course attribue des points au Classement mondial UCI 2023 selon le barème suivant :
| Position   | 1er | 2e  | 3e  | 4e  | 5e | 6e | 7e | 8e | 9e | 10e | 11e | 12e | 13e | 14e | 15e | 16e à 30e | 31e à 40e |
| Classement | 200 | 150 | 125 | 100 | 85 | 70 | 60 | 50 | 40 | 35  | 30  | 25  | 20  | 15  | 10  | 5         | 3         |